# Radzimowice (województwo dolnośląskie)
Radzimowice, zwane też Starą Górą (niem. Altenberg) – osada w Polsce położona w województwie dolnośląskim, w powiecie jaworskim, w gminie Bolków, w Górach Kaczawskich (Sudety Zachodnie).
Radzimowice położone są we Wschodnim Grzbiecie Gór Kaczawskich, na płd.-zach. zboczach Żeleźniaka (niem. Eisenkoppe), na spłaszczeniu łączącym go z Owczarkiem i Osełką. Na południowy zachód od wsi leży skałka Księży Kamień.
W latach 1975–1998 miejscowość administracyjnie należała do województwa jeleniogórskiego.
Dawniej kolonia (przysiółek) Mysłowa, obecnie najmniejsza w gminie wieś sołecka, historycznie miejscowość była nawet miastem.
Dawny herb miejski Radzimowic (Altenberg) jest identyczny jak saksońskiego miasta Altenberg, który śląski Altenberg zaanektował.

## Geologia
Radzimowice leżą na obszarze metamorfiku kaczawskiego. Okolice zbudowane są z łupków serycytowo-kwarcowych, albitowo-kwarcowych, zieleńców, wapieni krystalicznych. Od nazwy wsi występujące w Górach Kaczawskich łupki nazywane są "radzimowickimi". Skały metamorficzne wieku staropaleozoicznego (kambr-ordowik) przecięte karbońskimi ryolitami (porfirami). Ryolity oraz skały metamorficzne poprzecinane są żyłami polimetalicznymi, zawierającymi miedź, srebro, ołów, arsen i in.

## Historia

### XV-XVIIw.
Wieś nazywała się początkowo Stara Góra. Przez pewien czas posiadała prawa miejskie. Znajdował się tutaj jeden z ważniejszych ośrodków górnictwa kruszcowego na Dolnym Śląsku. Początki górnictwa na tych ziemiach sięgają XV w. Pierwsze wzmianki o pracach górniczych pochodzą z 1477 r.

### XVIIIw.
W 1790 r. funkcjonowało gwarectwo Volle Gesellenzeche, które w 1793 otrzymało koncesję na wydobycie rudy miedzi, arsenu, żelaza, ołowiu i srebra.

### XIXw.
Obecnie znajdują się pozostałości po kopalniach Wilhem (wcześniejsza nazwa Volle Gesellenzeche) i Bergmanntrost. Zjednoczyły się w 1864 r. pod wspólną nazwą Bergmanntrost. Wydobywano tutaj głównie rudy miedzi, arsenu, ołowiu i żelaza (piryt) a także w mniejszych ilościach cynk, srebro i złoto.
Główna sztolnia kopalni Bergmanntrost nosiła tę samą nazwę i miała około 1 km długości (wylot na wys. 413 m n.p.m., miała m.in. funkcję sztolni odwadniającej grawitacyjnie), szybem wydobywczym był szyb Arnold (wylot na wys. 560 m n.p.m., w latach 1880–1882 został pogłębiony do poziomu 30 m poniżej poziomu sztolni Bergmanntrost i powstało dodatkowe 137 m chodników). W latach 1881–1882 zostało wydrążone około 140 m chodników. W tym samym czasie próbowano zastosować parowy system odwadniający jednak po zalaniu chodników w 1882 r. wstrzymano dalsze prace. 27 maja 1892 we wsi doszło do pożaru, ocalały tylko dwa domy.

### XXw.
W 1904 r. został pogłębiony szyb Louis (do 85 m). W 1907 r. chodniki obu kopalni zostają połączone (przekop "Fryderyk" na głębokości 142 m, tj. 430 m n.p.m.), załoga liczyła wtedy 300 osób.
W rekordowym 1908 r. zostało wydrążone 729 m chodników, 304 m przebitek oraz 137 m szybików. Co daje 226 m³ wyrobiska w obszarze szybu Louis (wtedy liczył 142 m głębokości) i 1765 m³ w rejonie szybu Arnold wtedy liczy 104 m głębokości). Dziennie w 1908 r. wydobywano 30 ton rudy w tym czasie załoga kopalni liczyła 219 osób.
Od 1912 r. w kopani działała lokomobila (100 KM), napędzająca kompresor (12 m³ sprężonego powietrza/godzinę). Prąd zasilał pompy, które osuszały szyby.
W 1909 r. nastąpił spadek wydobycia spowodowany obniżką ceny miedzi. Nastąpiła 30% redukcja załogi.
Kopalnia została zamknięta w 1925 r. z powodu braku popytu na rudę. W latach 1816–1925 z samej rudy miedzi wyprodukowano około 2000 ton miedzi metalicznej.
Po 1945 r. sztolnie były przeszukiwane przez Armię Czerwoną w nadziei znalezienia zrabowanych przez hitlerowców skarbów. W tym czasie Rosjanie poszukiwali tutaj także rudy uranu. Prace te zakończono z wynikiem negatywnym. W latach 50. prowadzono tu rozpoznanie oraz planowano rozpoczęcie dalszego wydobycia miedzi oraz metali współwystępujących (pod nazwą "Sudeckie Zakłady Górnicze – Stara Góra"), do czego jednak nie doszło w związku z odkryciem bogatych złóż miedzi w Legnicko-Głogowskim Okręgu Miedziowym. W latach 90. prowadzone było rozpoznanie złoża pod kątem ponownego wydobycia, na podstawie nowych koncesji.
Obecnie sztolnie są trudno dostępne, a część chodników jest zalana. Kompleks można penetrować jedynie przy użyciu technik liniowych. W lesie nieopodal wsi znajdują się zarośnięte lasem stare hałdy kopalniane, znaleźć można także zasypane wejścia do sztolni.

## Szlaki turystyczne
- czerwony – Szlakiem Zamków prowadzący z Bolkowa do Bolkowa przez wsie: Wolbromek, Kłaczyna, Świny, Gorzanowice, Jastrowiec, Lipa, Muchówek, Radzimowice, Mysłów, Płonina, Pastewnik Górny, Wierzchosławice.

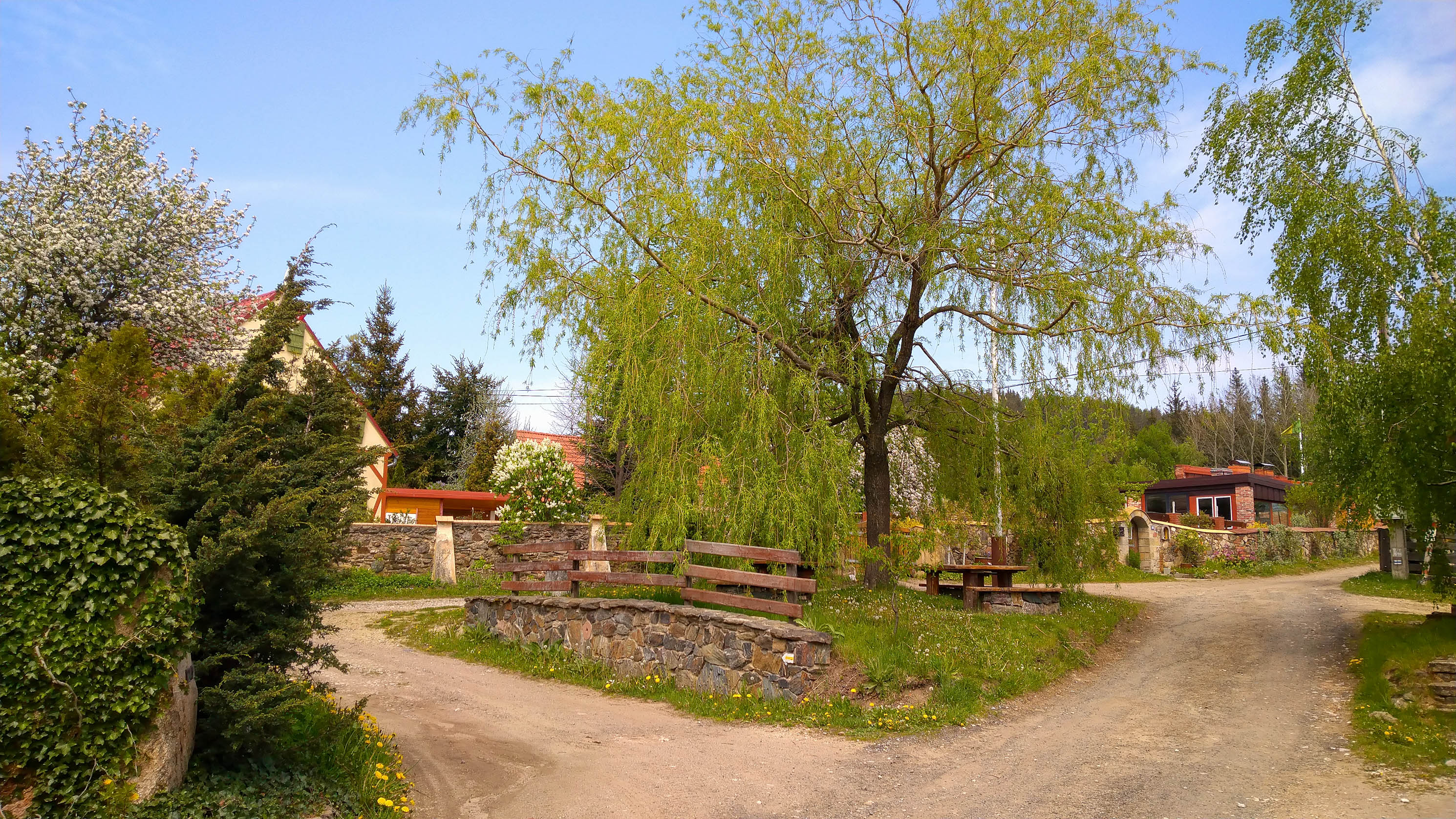
Widok od strony południowej na plac w centrum Radzimowic
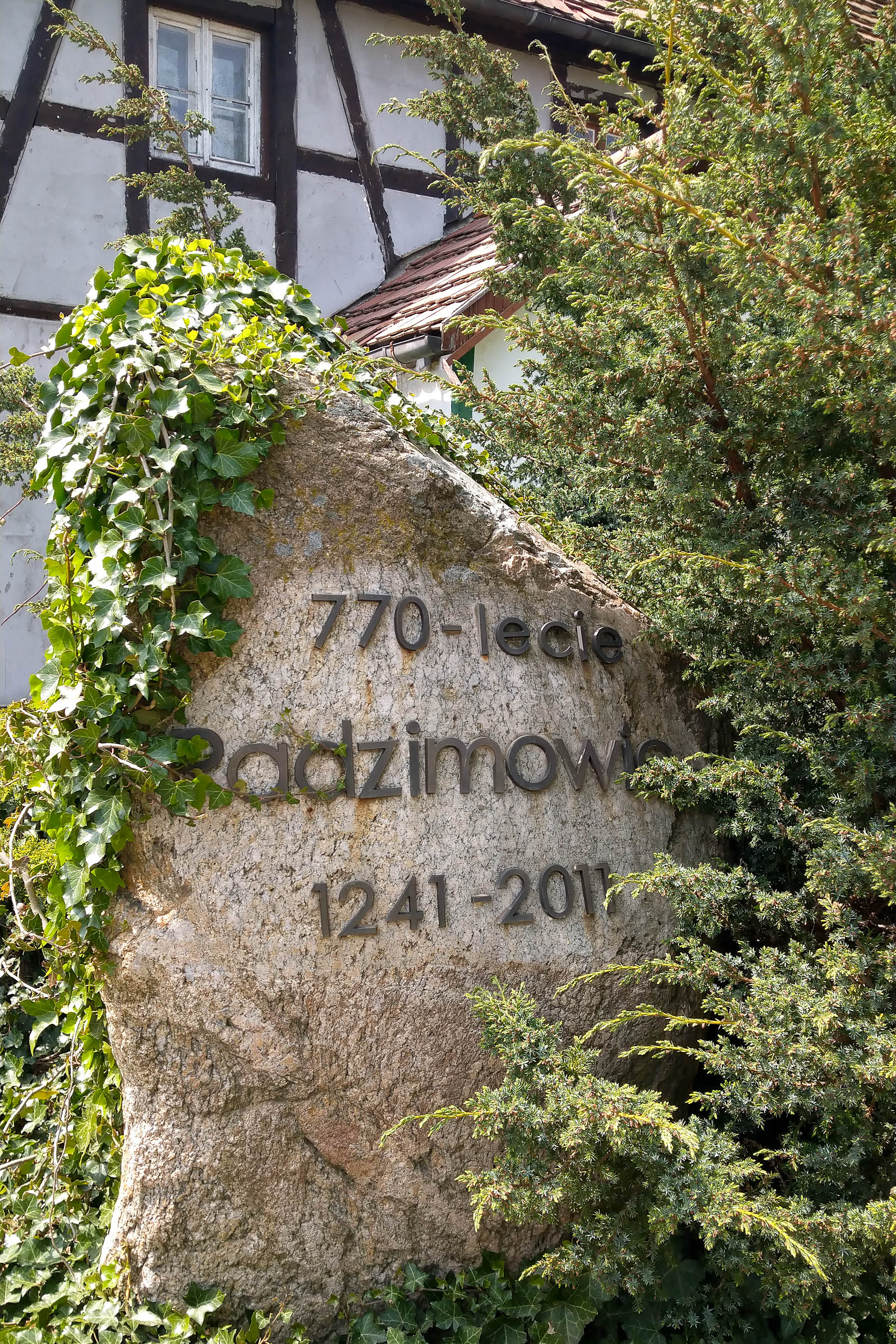
Głaz upamiętniający 770-lecie Radzimowic
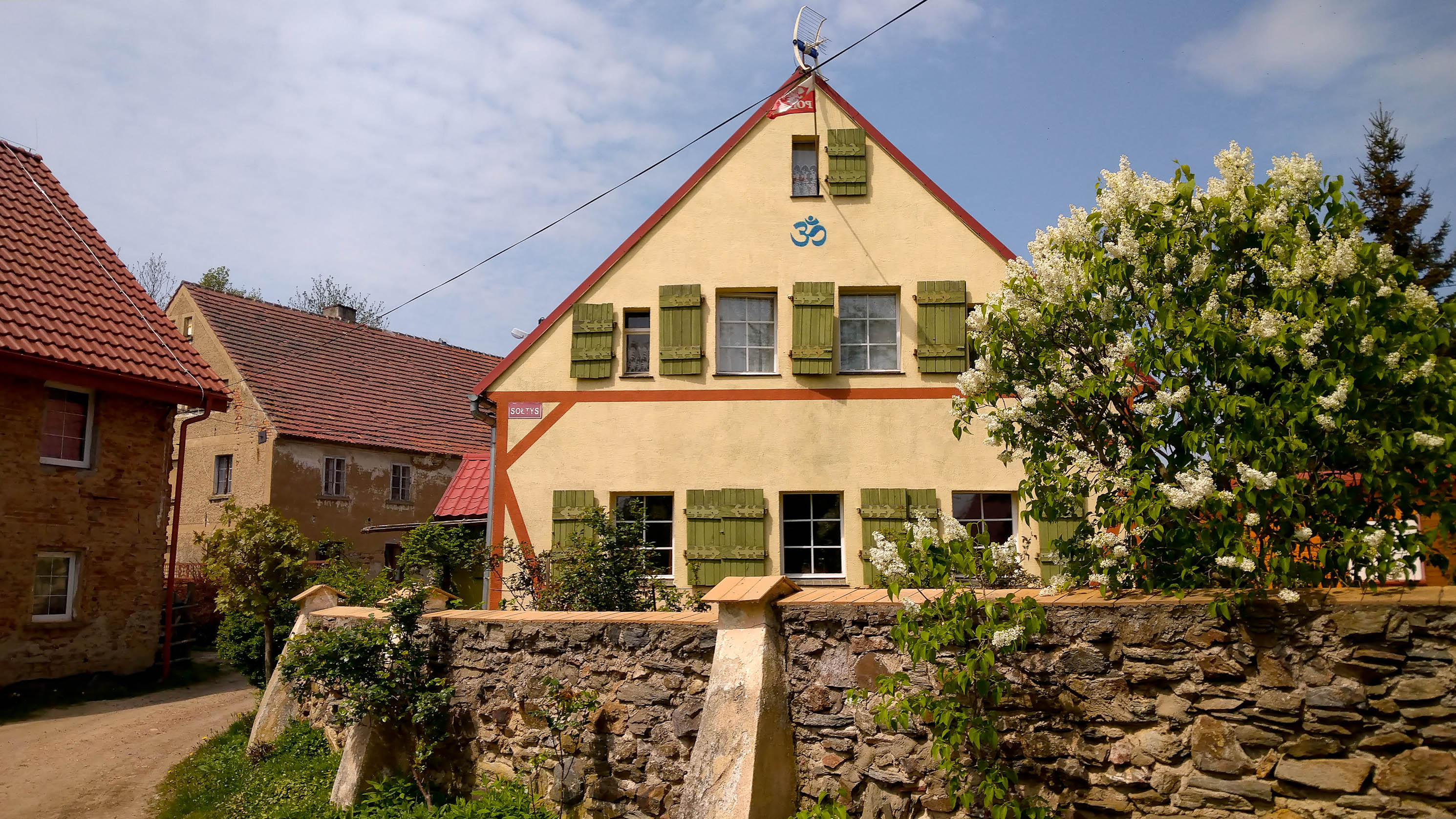
Radzimowice – budynek nr 9